# Octave Parent
Octave Parent, född 15 juni 1882 i Trescault, död 9 februari 1942 i Ambleteuse var en fransk entomolog som specialiserade sig på tvåvingar.
Auktorsnamnet Parent kan användas för Octave Parent i samband med ett vetenskapligt namn inom zoologin; se Wikipedia-artiklar som länkar till auktorsnamnet.
|  | Wikispecies har information om Octave Parent. |